# 제주아트센터
제주아트센터는 제주특별자치도 제주시에 있는 예술 시설이다.